# Zlatá stuha
Zlatá stuha je soutěž v oblasti knižní tvorby pro děti a mládež. V roce vyhlášení (1992) se soutěž jmenovala „Kniha se zlatou stuhou“ a jejími iniciátory byli členové Klubu autorů dětské knihy při Obci českých spisovatelů a Klub ilustrátorů.
Tvůrcům nejlepších knih pro děti a mládež vydaných v českém jazyce je každoročně udělována Výroční cena Zlatá stuha. Je jedinou cenou v České republice zaměřenou výhradně na literaturu pro děti a mládež.
Vyhlašovatelem Výroční ceny Zlatá stuha je Česká sekce IBBY – Společnost přátel knihy pro mládež. Spolupořadateli jsou Klub ilustrátorů dětské knihy, Obec překladatelů, Památník národního písemnictví, Národní pedagogické muzeum a Knihovna J. A. Komenského.
Výroční cena Zlatá stuha je udělována ve třinácti kategoriích – ze čtyř základních kategorií jsou tři rozděleny do čtyř dílčích kategorií. Kromě toho mohou poroty udělit cenu za celoživotní dílo nebo za nakladatelský počin.
Oblasti a kategorie
- 1. Původní česká slovesná tvorba
  - beletrie pro děti
  - beletrie pro mládež
  - literatura faktu pro děti a mládež
  - teorie a kritika literatury (umění) pro děti a mládež
- 2. Překlad
  - beletrie pro děti
  - beletrie pro mládež
  - literatura faktu pro děti a mládež
  - komiks pro děti a mládež
- 3. Výtvarná tvorba
  - knihy pro mladší děti
  - knihy pro starší děti a mládež
  - literatura faktu pro děti a mládež
  - výtvarný počin roku
- 4. Komiksová tvorba

Porotci a poroty
- Porotci jsou vybíráni na základě odborného vzdělání, dlouholetých aktivních zkušeností v oboru nebo významného kulturního přínosu v oboru (mezinárodní nebo národní ocenění).
- Dílo či tvůrce nominují a cenu udělují čtyři na sobě nezávislé poroty. Poroty zasedají dvakrát: v prvním kole kalendářního roku následujícím po soutěžním roce nominují do 10. března čtyři díla (tvůrce) v každé kategorii a ve druhém kole rozhodnou do 15. dubna na základě nominací o udělení cen. V každé kategorii může být udělena jen jedna cena a poroty mají právo rozhodnout, že v některé z kategorií cena udělena nebude.

Cena je udělována pravidelně od roku 1992, přičemž statut soutěže se vyvíjel. Výsledky byly vyhlašovány zpočátku čtvrtletně a za rok, poté pololetně a za rok, od roku 2001 se vyhlašovaly ceny výroční (ceny za rok 2000).
V minulosti se soutěžilo např. ve třech kategoriích: původní česká slovesná tvorba pro děti a mládež, překlad, výtvarné zpracování. V roce 2005 byly statutem specifikovány slovesné kategorie: a) beletrie pro děti, b) beletrie pro mládež, c) literatura faktu a populárně-naučná literatura pro děti, d) literatura faktu a populárně-naučná literatura pro mládež, e) překlad, f) teorie a kritika literatury pro děti a mládež.
Kromě České sekce Mezinárodního sdružení pro dětskou knihu byla v minulosti vyhlašovatelem soutěže také např. Obec spisovatelů.